# Anthaxia eloumdenica
Anthaxia (Haplanthaxia) eloumdenica – gatunek chrząszcza z rodziny bogatkowatych, podrodziny Buprestinae i plemienia Anthaxiini.
Gatunek ten został opisany w 2006 roku przez Martina Obořila. W obrębie rodzaju Anthaxia (kwietniczek) należy do podrodzaju Haplanthaxia, a w nim do grupy gatunków Anthaxia atomaria species-group.
Ciało długości 5 mm, czarne ze spiżowym połyskiem. Czoło w zarysie wklęsłe, nieco faliste. Na przedpleczu rzeźba złożona z komórek opatrzonych ziarenkami środkowymi. Przednia krawędź przedplecza falista. Na pokrywach obecne delikatne oszczecenie, a ich boczne brzegi są w wierzchołkowej ⅓ proste. Piłkowanie wierzchołka pokryw grube i ostre.
Kwietniczek ten znany jest wyłącznie z Kamerunu.